# Transall
Transall (zkratka z Transport Allianz) je francouzsko-německé konsorcium založené v roce 1959 za účelem výroby transportního letounu C-160. Vzniklo jako joint venture mezi francouzskou společností Nord Aviation a německými Weser Flugzeugbau (WFG) a Hamburger Flugzeugbau (HFB). Jeho pozdějšími příslušníky v průběhu další produkce byly firmy Aérospatiale, Vereinigte Flugtechnische Werke (VFW) a Messerschmitt-Bölkow-Blohm (MBB).

## Produkt
- Transall C-160